# معين هارود

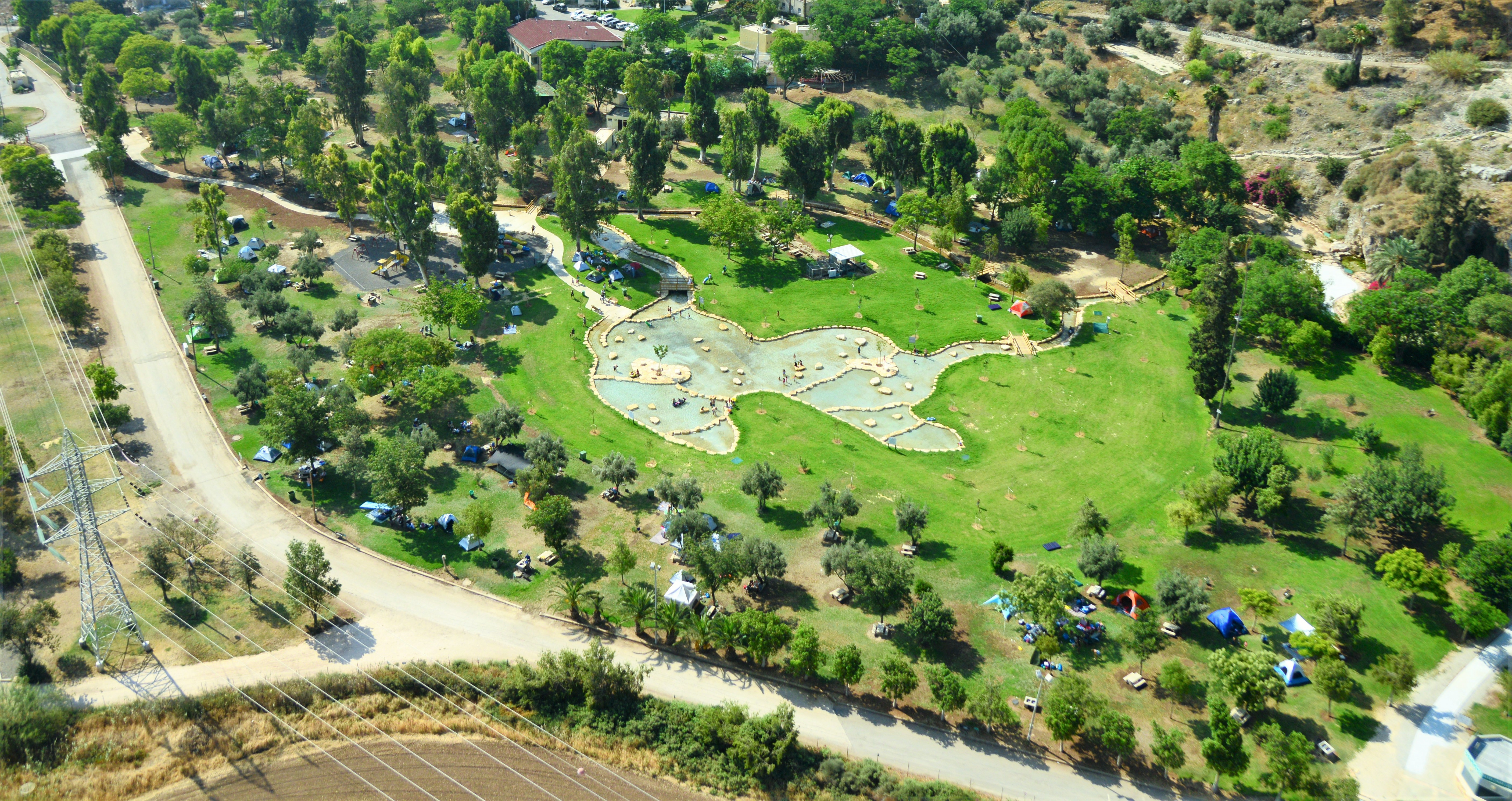
منظر عام للحديقة. ويمكن رؤية مغارة جدعون وسفوح جبل جلبوع على اليمين.

معيان هارود ((بالعبرية: מעיין חרוד‏)) أو عين جالوت ((بالعربية: عين جالوت) «ربيع جالوت»، تُسمّى أيضاً عين جالود، هي عين على الحدود الجنوبية من وادي زرعين (يزرعيل)، والموقع الشهير لمعركة عين جالوت (القرن 13)، تعتبر نقطة تحول رئيسية في تاريخ العالم.
سُجل اسمها التقليدي (عين جالوت) منذ القرن الثاني عشر. اسم جالوت يعني «جوليات». في عشرينيات القرن الماضي تم عبرنتها باسم عين هارود بعد أن تم شراء الأرض من قبل شركة تطوير الأراضي الفلسطينية، بعد ارتباطها بـ «عين هارود» من كتاب القضاة (7: 1) الذي كتبه آرثر بنرين ستانلي في عام 1856، الذي أصبح فيما بعد عميد وستمنستر وأحد مؤسسي صندوق استكشاف فلسطين. بالإضافة إلى الصلة بالأحداث الكتابية لموت جليات (صموئيل الأول 17) وهزيمة جدعون للمديانيين، فقد تم اقتراحه أيضًا كموقع هزيمة شاول للفلسطينيين (صموئيل الأول 29)؛ يستمر النقاش العلمي ولا يمكن تأكيد أي من هذه التعريفات.
تم إنشاء قرية فلسطينية صغيرة في المنطقة في أواخر القرن التاسع عشر. وفقًا لمؤرخ العصور الوسطى بهاء الدين بن شداد، كانت هناك قرية مزدهرة في العصور الوسطى.
يُعرف النبع أيضًا باسم نافورة جدعون، ويخرج من كهف يُعرف اليوم باسم «كهف جدعون» على سفوح جبل فقوعة. يعتبر النبع اليوم جزءًا من منتزه معيان هارود الوطني، الذي تديره سلطة الطبيعة والحدائق الإسرائيلية.

## جغرافيا

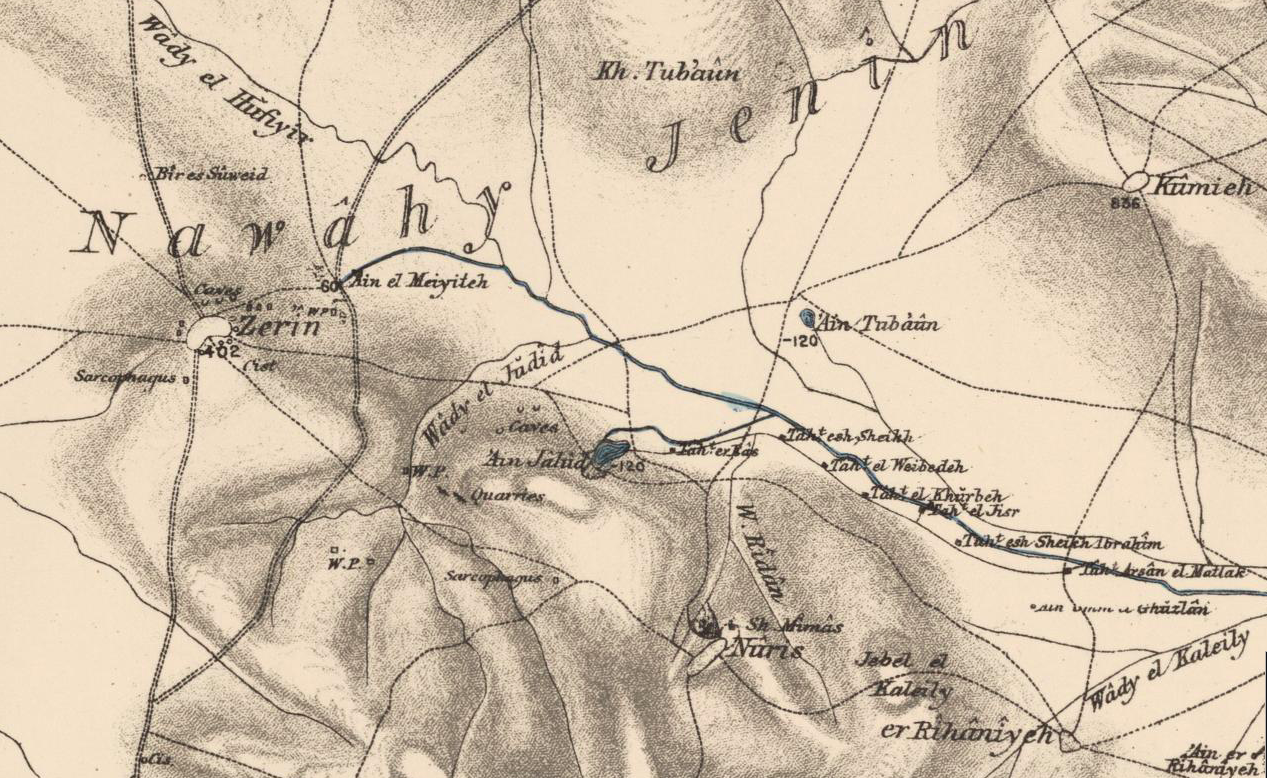
عين جالوت في سبعينيات القرن التاسع عشر، وتحيط بها زرين من الشمال الغربي، قومية من الشمال الشرقي، ونورس

يقع النبع في وادي هارود، وهو الجزء الشرقي لوادي زرعين. بينما يتم تجفيف وادي جزريل عبر نهر المقطع (قيشون) إلى البحر الأبيض المتوسط، يتم تجفيف وادي هارود عبر نهر جالود (هارود) إلى نهر الأردن. وهي أكبر الينابيع المنبثقة على المنحدرات الشمالية لجبل فقوعة.
مصدر النبع وكذلك الينابيع الأخرى في وادي بيسان (بيت شيعان) إلى الشرق، تأتي من مياه الأمطار العذبة التي تتسرب إلى تلال الحجر الجيري في السامرة وتتجمع في خزان للمياه الجوفية أسفل مناطق المدن الفلسطينية مثل نابلس وجنين. تنبع المياه من التلال وهي تنحدر شمالاً نحو الوديان. في هذا الوادي تنبع المياه من كهف طبيعي يُعرف باسم «كهف جدعون». يبلغ معدل التصريف في الربيع حوالي 360 مترًا مكعبًا في الساعة. وفقًا لمسح PEF لغرب فلسطين في عام 1882، ذكر فيكتور غيران أن الصخرة التي ينبع منها الينبوع قد تم تجويفها بشكل مصطنع في كهف.

## التعريف

### أصل اسم جالوت / جالود
ورد ذكر العين لأول مرة في القرن الثاني عشر باسم عين جالوت، ومعناه «نبع جالوت». يُعتقد أن أصل هذا الاسم يرجع إلى أسطورة مفادها أن المعركة التوراتية بين داود وجليات وقعت في هذه المنطقة. ذكر رحالة مسيحي مجهول من بورديغالا في عام 333/334، مكان بالقرب من مدينة يزرعيل حيث قتل داود الإنجيلي جالوت. ذكر زيف فيلني أغنية فولكلورية كردية يهودية تضع مكان المعركة في «حقول مجيدو» في وادي يزرعيل. في القرن الرابع عشر، رفض إشتر هبارشي، الذي عاش في المنطقة، ارتباط الربيع بجليات، حيث وقعت المعركة التوراتية بين سوخو وعزيقة، الواقعتين في يهودا وليس في وادي يزرعيل.

### تعريف الربيع ربيع يزرعيل
حدد هابارشي الربيع بـ "الربيع الموجود في يزرعيل"، حيث أعد ملك إسرائيل شاول جيشه قبل معركة فقوعة، التي قُتل فيها هو وابنه. التماثل مع "الربيع الذي في يزرعيل" تبعه إدوارد روبنسون وإيلي سميث، اللذان كتبوا في كتابهما عام 1841 "الأبحاث التوراتية في فلسطين". قبل آخر معركتهم القاتلة... ". كرر هذا التعريف آرثر بنرين ستانلي في عام 1856 وفيكتور غيران الذي أوضح في عام 1874 أنه على الرغم من وجود نبع أقرب إلى مدينة يزرعيل القديمة، إلا أن نبع عين جالوت أكبر بكثير وبالتالي فمن المرجح أن يكون النبع حيث أقام شاول معسكره العسكري. تم رفض هذا التعريف من قبل جون ويلسون في عام 1847، الذي حدد "ينبوع يزرعيل" في موقع أقرب إلى المدينة القديمة، والمعروفه اليوم باسم عين يزرعيل. أوضح جيدي يحلوم في مقال في عام 2015 أن السبب الحقيقي للتعرف على النبع في جزريل في عين جالوت وليس في عين يزرعيل (المعروفة باللغة العربية باسم "عين المطية"، "الربيع المحتضر")، انه صغير الحجم (حجم عين يزرعيل بالمقارنة مع عين جالوت) وانه غالبًا ما يجف في الربيع، ويعتقد يحلوم أن العلماء حددوا عين يزرعيل مع عين جالوت على الأرجح في السنوات التي كان فيها نبع عين يزرعيل جافًا.

### تعريف عين هارود
إلى جانب «الربيع الذي في يزرعيل»، حدد غورين وستانلي أيضًا الربيع بـ «عين هارود»، المذكورة في سفر القضاة، في سياق جدعون ومعركته مع المديانيين. كرر هنري ريدجواي هذا التعريف في كتابه «أرض الرب» عام 1876. تم التعرف على عين هادود أيضًا مع عين جالوت من قبل الموسوعة ببليكا في عام 1903. تبع جورج آدم سميث التعرف على عين هارود في عام 1920، لكنه حدد «النافورة الموجودة في يزرعيل» في عين جنين (جنين)، من ناحية أخرى جانب من جبل فقوعة. وأشار إلى أن «يزرعيل» في هذا السياق لم تكن المدينة بل اسم الحي الذي يقع فيه النبع التوراتي.

## العصور البيزنطية والصليبية والأيوبية والمملوكية
في القرن الثاني عشر، كانت توجد قرية أو بلدة بجوار النبع وحملت اسمها. كتب بهاء الدين بن شداد في كتابه حياة صلاح الدين أن «السلطان واصل مسيرته إلى قرية جالوت المزدهرة، بالقرب من العين، وهنا نصب معسكره». يذكر ياقوت الحموي عين جالوت بأنها «بلدة صغيرة وممتعة تقع بين نابلس وبيسان في محافظة فلسطين. احتلها الرومي (الصليبيون) واستعادها صلاح الدين عام 579 (1183 م)». مسح أثري أُجري في القرن العشرين بحثًا عن المستوطنة ولم يجد أي مستوطنة في المنطقة المجاورة مباشرة للنبع، على الرغم من اكتشاف موقعين استيطانيين في مستوطنة غيدونا المجاورة وجفعات يهوناتان المجاورة. في المنطقة المجاورة مباشرة للنبع، عثر المساحون على مطاحن دقيق، وبقايا قناة مياه يعود تاريخها إلى العصور الإسلامية (إما قبل أو بعد الحروب الصليبية). كما عثر المساحون على قبر مدفون وبقايا معصرة زيت.
في معركة عين جالوت عام 1260، هزم المماليك جيش المغول هولاكو خان الذي كان تحت قيادة كتابقة.

## القرية العربية الفلسطينية
في وقت ما بعد أن اشترت عائلة سرسق الأرض من الحكومة العثمانية عام 1872، أقاموا قرية صغيرة.
استحوذ اليهود المستعمرين على المنطقة كجزء من صفقة شراء سرسق. في عام 1921، عندما تم بيع الأرض من قبل عائلة سرسق، تقدمت العائلات التسع التي عاشت هنا بالتماس للإدارة البريطانية الجديدة للملكية الدائمة، ولكن لم يُعرض عليها سوى عقد إيجار قصير مع خيار الشراء.

## مستوطنة عين هارود اليهودية
بدأت القرى الإسرائيلية الحديثة (كيبوتسات وإحود ومهاد) في عمل مزرعة مؤقتة ومستوطنة أقيمت بجوار النبع. في أوائل القرن العشرين، كان النبع والمنطقة المحيطة بها مملوكة لعائلة سرسق من بيروت (لبنان حاليًا). في عام 1920، اشترى الناشط الصهيوني يهوشوا هانكين، من خلال شركة تطوير الأراضي الفلسطينية، المنطقة المسماة «كتلة نورس»، على اسم قرية عربية قريبة، وعوض 38 مزارعًا مستأجرًا كانوا يعيشون هناك.
في عام 1921، أرسل هانكين أعضاء مجموعة عمل صهيونية جدود هافودا للاستقرار في المنطقة. كان شلومو لافي، من بين القادة، قد تصور ان قد تمت الموافقة على خطته من قبل المنظمة الصهيونية العالمية، ولكن مع بعض القيود على رؤيته التفصيلية. بدأ الجدود هذه المستوطنة بالقرب من عين جالوت التي كانت تعرف لليهود باسم عين هارود. يهودا كوبوليفيتز ألموغ (أحد زعماء جدود) يصف أن المستوطنين أقاموا خيامًا في اليوم الأول وبدأوا في إحاطة معسكرهم بالأسلاك الشائكة والخنادق الدفاعية.
استمر استخدام النبع كموقع تخييم لرواد بيت هشيتا ودوفرات قبل مغادرتهم إلى مواقعهم الدائمة. في عام 1949، تم إنشاء قرية تسمى جيدونا بالقرب من العين للمهاجرين اليهود من اليمن.

## منزل وقبر يهوشوع هانكين
أراد يهوشوا هانكين الذي اشترى الأراضي نقل منزله إلى الوادي مع زوجته أولغا. تم التخطيط لمنزلهم ليكون منزل باوهاوس وبدأ البناء في الثلاثينيات فوق العين مباشرة. ساعد في البناء رواد بيت هشيتا الذين خيموا في النبع. مرضت أولغا وتوفيت في عام 1942. قرر يهوشوا دفن زوجته بجوار المنزل في قبر مستوحى من المقابر الرومانية اليهودية القديمة في بيت شعاريم (قرية يهودية من العصر الروماني). توفي هانكين في عام 1945 ودفن بجانب زوجته. مدخل القبر صممه الفنان الإسرائيلي ديفيد بالومبو، الذي صمم بوابات الكنائس. كانت المقبرة لعدة سنوات موقع حج للنساء الراغبات في الحمل.

## الحديقة الوطنية الإسرائيلية
البئر الآن في قلب حديقة وطنية تسمى معيان عرضود. تستخدم مياه الينابيع لتغذية حمام سباحة ترفيهي. أصبح منزل هانكين متحفًا يعرض القطع الأثرية التاريخية وتماثيل بالحجم الطبيعي للزوجين هانكين. بجوار المتحف نصب تذكاري للحرب على سكان الوادي الذين قتلوا في حروب إسرائيل. بجوار الحديقة يوجد هوستلنج انترناشيونال للشباب.

## ميراث عين جالوت
أطلق على أحد الألوية الثلاثة الأصلية لجيش التحرير الفلسطيني اسم «عين جالوت» بعد المعركة. في يوليو 1970، أشار ياسر عرفات إلى المنطقة الحديثة في سياق المعركة التاريخية:«لن تكون هذه هي المرة الأولى التي ينتصر فيها شعبنا على أعدائه. جاء المغول واكتسحوا الخلافة العباسية، ثم جاءوا إلى عين جالوت في أرضنا - في نفس المنطقة التي نقاتل فيها الصهاينة اليوم - وهزموا في عين جالوت.»